# Ulsnæs Kirke
Ulsnæs Kirke er en kirke i romansk stil, der ligger i landsbyen Ulsnæs i det sydlige Angel i Sydslesvig i den nordtyske delstat Slesvig-Holsten. Kirkebygningen er beliggende på en forhøjning nord for Slien midtvejs mellem Ulsnæs by og Ulsnæs Kirkeskov, som var kådnersted. Ulsnæs Kirke er sognekirke i Ulsnæs Sogn.

## Beskrivelse
Kirken er opført i midten af 1100-tallet af både kampesten og tufsten på et old-nordisk tingsted. Kirken råder over flere romanske stenrelieffer fra opførelsestiden. På det sorte granit-tympanon over sydportalen ses den tronede Kristus som verdensdommer mellem Kain og Abel. Indgangen er flankeret af løverelieffer. På en af stenene kryber et vinget væsen (en drage) op. Dragen symboliserer i kristen billedkunst traditionelt det onde. Dyrebilleder opfylder også funktionen af at afværge onde kræfter (apotropaion). Kvaderstenen i det østlige hjørne forestiller en mand og en kvinde med armene om hinanden. Billedet er tolket på flere måder, bl.a. som Agnete og havmanden. Billedet har flere paralleller i andre nordiske billedstene. Ved udgravningen af en vikingeborg på Lofoten blev fundet en guldgubbe, der viser et par, som omfavner hinanden på samme måde som parret i Ulsnæs. Kvaderstenen i det vestlige hjørne viser en mand med langt hår og en kvinde, som bøjer sig bagover, at hår og hænder når jorden. Også denne billede har ældre nordiske paralleller. Mens sydportalen benyttes stadig, er nordportalen tilmuret. Over døren til kirkens våbenhus fra 1643 ses Christian 5.s monogram og hans valgsprog Pietate et Iustitia (Ved fromhed og retfærdighed). 1796 blev koret nedbrudt og kirkeskibet udvidet mod øst. I 1869 fik kirken et tagrytter. På en høj, måske en forhenværende gravhøj, udenfor kirkegården står et træ-klokkestabel fra 1759 med tre klokker fra henholdsvis 1869, 1959 og 1996. De to kirkegårdsporte er fra hhv. 1716 og 1772.
I det inde har kirken fladt bjælkeloft. 1673 blev kirken malet i barokkstil med scener fra Jesu Liv og fremstillinger af de danske konger. Grantidøbefonten med fire løvehoveder er fra omkring 1200. Blandt interiøret kan desuden nævnes et gotisk krucifiks fra 1230/40 samt et triumfkors fra begyndelsen af 1500-tallet. Figurgruppen med Sankt Jørgen (Sankt Georg) og en mytologisk drage som enhjørning er fra ligeledes fra før-reformatisk tid. Den nuværende altertavle fra 1803 er udført i klassicistisk stil. Barokkalteret fra 1700-tallet er desværre ikke bevaret. Efter at dåbsenglen fra 1787 med dåbsfadet i hænderne blev flyttet til præstegården, blev kirkens knæfald forsynet med en foldbar træskål som lille dåbsfont. Pulpituret i kirkens vestlige del er fra 1600-tallet, nordpulpituret er fra 1784/85. Det første orgel blev indbygget senest i 1682. Det nuværende orgel er fra 1787, det gamle orgel blev samme år overført til Brodersby Kirke.
Kirken blev 1338 indviet til den hellige Villads. 1506 indviede biskop Ditlev yderligere to altre her, det ene til Skt. Maria, Skt. Gregorius Martyr og Skt. Antonius, det andet til Skt. Maria, Villads og Skt. Nikolaus.

## Galleri
- Billedsten i kirkens østlige hjørne
- Tympanon over sydportalen
- Klokkestabel
- Figurgruppen med en mytologisk drage som enhjørning